# 1104 Syringa
1104 Syringa är en asteroid i huvudbältet som upptäcktes den 9 december 1928 av den tyske astronomen Karl Wilhelm Reinmuth. Dess preliminära beteckning var 1928 XA. Den fick sedan namnet efter syrenen i syrensläktet.
Syringas senaste periheliepassage skedde den 31 juli 2022. Beräkningar har gett vid handen att asteroiden har en rotationstid på ungefär 5,15 timmar.